# Paul Tibbets

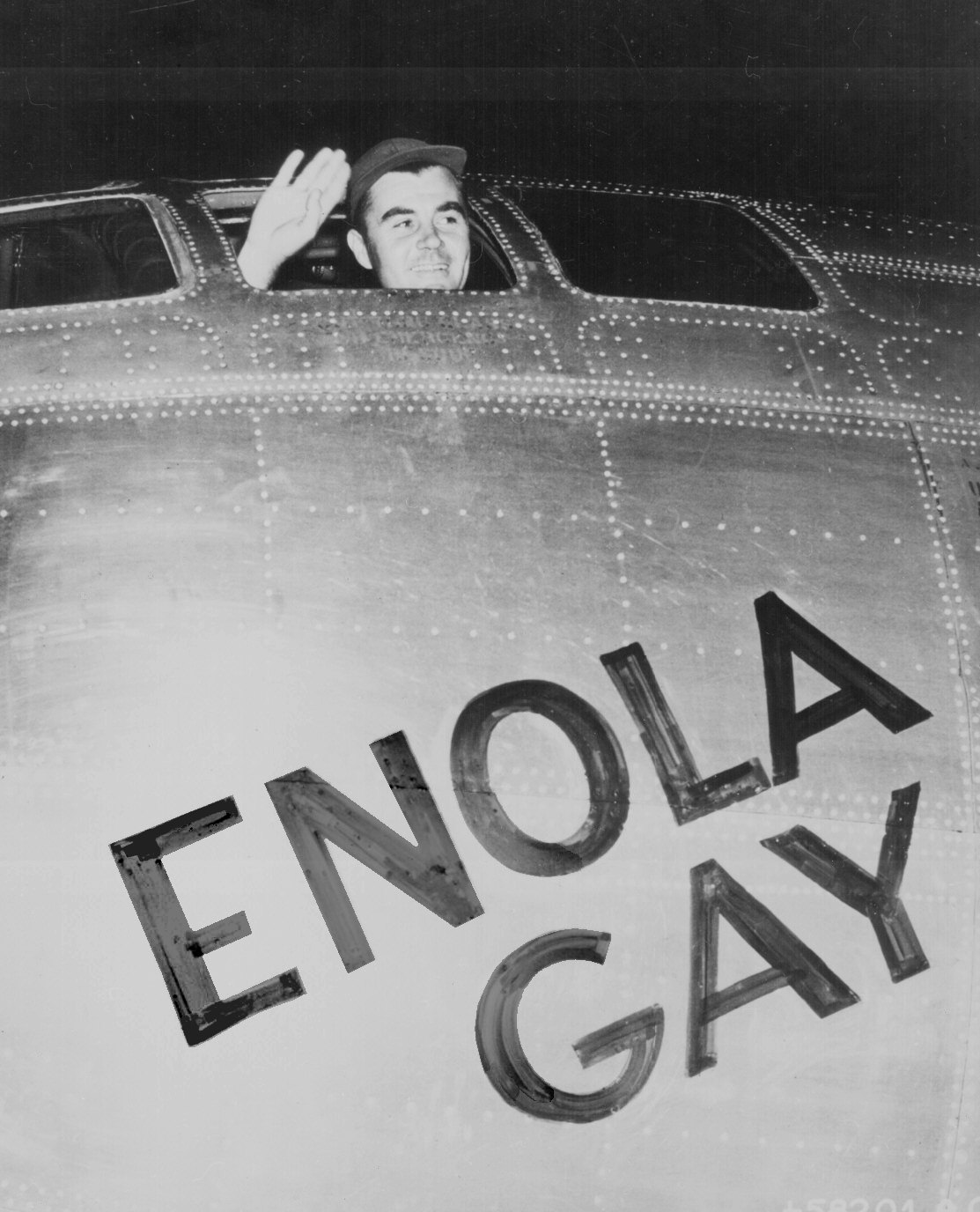
El coronel Paul Tibbets Jr. a bordo del Enola Gay.

Paul Warfield Tibbets Jr. (Quincy, Illinois, 23 de febrero de 1915 - Ohio, 1 de noviembre de 2007) fue un militar estadounidense.
Fue el comandante y el piloto del bombardero Boeing B-29 Superfortress, el avión «Enola Gay», de las Fuerzas Aéreas del Ejército de los Estados Unidos, que llevó la «Little Boy», la primera bomba atómica utilizada en un acto de guerra, lanzada sobre la ciudad japonesa de Hiroshima a las ocho y cuarto de la mañana del 6 de agosto de 1945, matando a más de cien mil personas.
El nombre del bombardero fue elegido por el propio P. Tibbets, quien lo bautizó con el nombre de su madre, Enola Gay Hazard Tibbets (su apellido de soltera era Haggard), nacida el 10 de diciembre de 1893 y fallecida en mayo de 1983, en Delray Beach, Florida.

## Biografía
Tibbets era el hijo de Paul Warfield Tibbets y Enola Gay Hazard Tibbets (su apellido de soltera era Haggard).
Su padre, comerciante de pastelería, impuso a su hijo un férreo sentido de la disciplina y le obligó a seguir una carrera en la medicina; su madre, en cambio, tenía un carácter mucho más benevolente y fue quién lo apoyó cuando, luego de un año de estudios médicos, decidió seguir una carrera militar. En 1937, se alistó en las Fuerzas Aéreas del Ejército de los Estados Unidos (USAAF por sus siglas en inglés) como piloto de bombardero.
Tibbets efectuó durante la Segunda Guerra Mundial varias misiones en el frente africano. Obtuvo una excelente reputación como veterano combatiente y piloto de pruebas del B-17 y posteriormente del nuevo B-29.
El 1 de septiembre de 1944, Tibbets, a la sazón coronel destacado en el Cuartel general de la 2.ª Fuerza Aérea en Colorado Springs, fue uno de los primeros seleccionados para el proyecto Manhattan con el objetivo de asignarle el entrenamiento del nuevo escuadrón n°509 de misiones especiales.
Con férrea disciplina formó los equipos de su confianza para entrenar en Wendover, Utah en la misión secreta que se le había encomendado mientras se desarrollaba la fase final del proyecto en Los Álamos.
Una vez formados los equipos de vuelo y habiendo recibido bombarderos B-29 especialmente construidos para la misión de bombardeo atómico, bautizó su aparato con el nombre de su madre Enola Gay Hazard Tibbets (su apellido de soltera era Haggard), nacida el 10 de diciembre de 1893, y fallecida en mayo de 1983 en Delray Beach, Florida, El avión Enola Gay pasaría a la historia enlazado con el bombardeo atómico sobre la población civil de Hiroshima.
Su escuadrilla fue trasladada a la isla de Tinian en julio de 1945 donde se realizaron los preparativos finales.
El 26 de julio, el USS Indianapolis (CA-35) llevó por mar la parte fundamental de la bomba atómica que caería sobre el primer objetivo señalado en la lista por el general Groves.
El 6 de agosto de 1945, Tibbets llevó a cabo el bombardeo atómico de Hiroshima.
Después de la misión, Tibbets permaneció en el servicio. En todas las entrevistas que otorgó a través de su vida expresó incontables veces que no sentía ningún tipo de remordimientos, como los expresados por otros miembros de su tripulación, que fue una decisión correcta y que volvería a hacer lo mismo bajo las mismas circunstancias.
Tales declaraciones no fueron impedimento para que circularan numerosas leyendas urbanas sobre él, como que acabó internado o que se había suicidado por la culpa, aunque se dice que su compañero Claude Eatherly sí cargaría con la culpa.
También muchos creen que Tibbets era un psicópata debido a la falta de culpa ante semejante atrocidad que cometió.

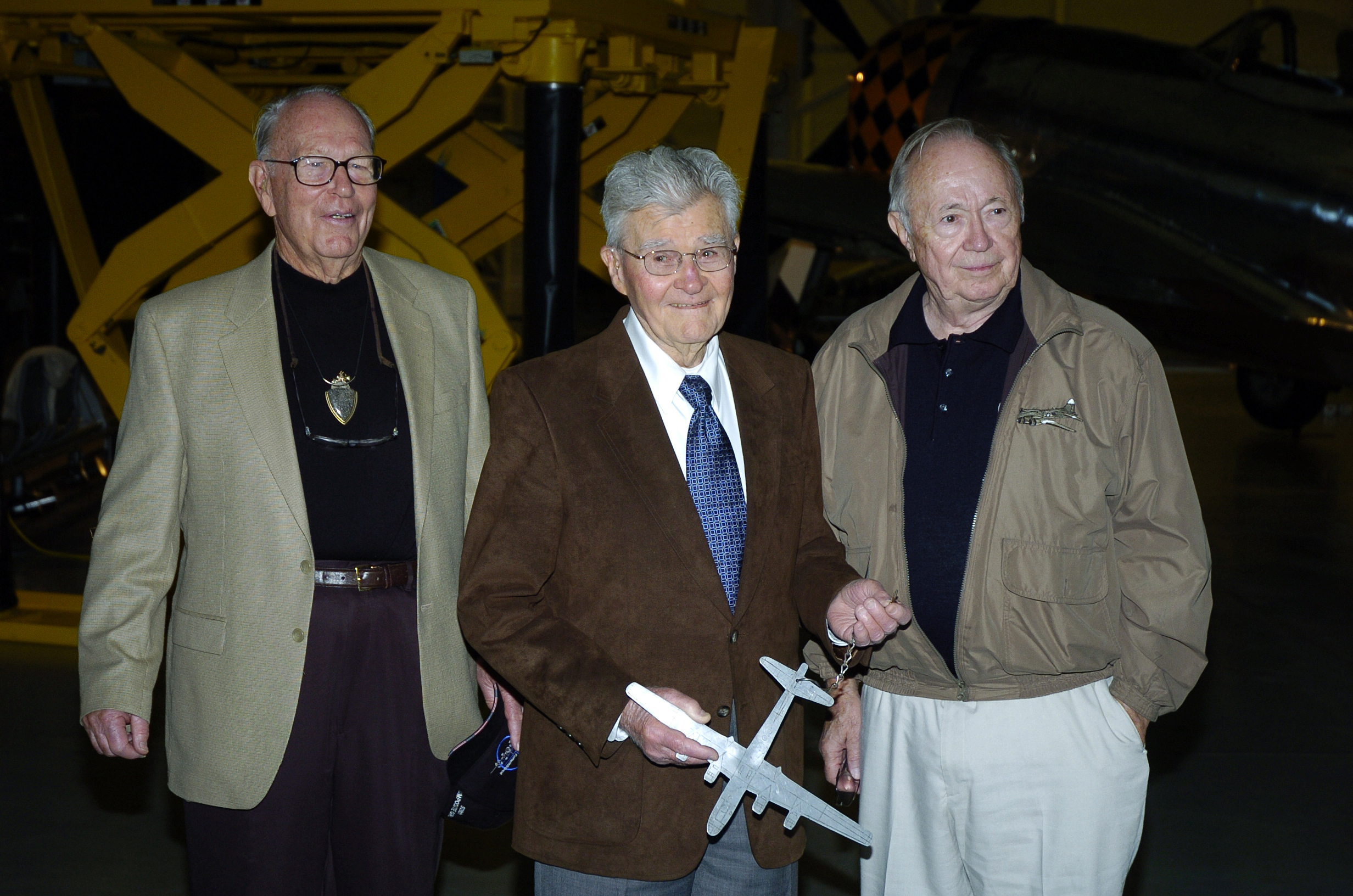
Paul Tibbets (en el centro, sosteniendo un avión) en 2004.

En 1959 fue ascendido a general de brigada, retirándose del servicio activo en 1966 con 29 años de actividad, ejerciendo como piloto privado y llegando a ser ejecutivo de un servicio de aerotaxi.
Tibbets falleció en Ohio a la edad de 92 años, el 1 de noviembre de 2007.

## Condecoraciones
Piloto Comandante
|                                 | Cruz por Servicio Distinguido                        |
|                                 | Legión al Mérito                                     |
|                                 | Cruz de Vuelo Distinguido                            |
|                                 | Corazón Púrpura                                      |
|                                 | Medalla Aérea                                        |
|                                 | Medalla de Encomio de Servicio Conjunto              |
|                                 | Medalla de la Campaña Europea-Africana-Medio Oriente |
| {{distintivos de cintanot candy |                                                      |
|                                 | Medalla de Servicio de la Defensa Americana          |
|                                 | Medalla de la Campaña Americana                      |
|                                 | Medalla de Victoria Segunda Guerra Mundial           |
|                                 | Medalla de Servicio de la Defensa Nacional           |

Source: Ohio History Central.